# لوسیا پرتی
لوسیا پرتی (انگلیسی: Lucia Peretti) زادهٔ ۱۴ نوامبر ۱۹۹۰ اسکیت‌باز سرعت اهل ایتالیا است.